# Austrochlus brundini
Austrochlus brundini är en tvåvingeart som först beskrevs av Cranston, Edward och Donald Henry Colless 1987.  Austrochlus brundini ingår i släktet Austrochlus och familjen fjädermyggor. Inga underarter finns listade i Catalogue of Life.